# 马克西姆·阿纳托利耶维奇·伊万诺夫
马克西姆·阿纳托利耶维奇·伊万诺夫（羅馬化：Maksim Anatol'yevich Ivanov；1967年11月24日）是俄罗斯政治人物，第七届和第八届国家杜马的代表。
1993年至1995年，他在新西伯利亚联邦税务警察局工作。他在打击经济犯罪部继续他的职业生涯。2004年至2010年，担任第五届国家杜马议员伊戈尔·巴里诺夫的助理。 2010年3月14日，伊万诺夫当选斯维尔德洛夫斯克州立法议会代表。2016年，他成为斯维尔德洛夫斯克州选区第七届国家杜马代表。2021年9月起担任第八届国家杜马代表。

## 制裁
伊万诺夫于2022年因俄乌战争而受到英国政府制裁。